# Овиний Гай Юлий Аквилий Патерн
Вижте пояснителната страница за други личности с името Овиний.
Овиний Гай Юлий Аквилий Патерн (на латински: Ovinius Gaius Julius Aquillius Paternus, fl. 3 век) от старата фамилия Овинии/Аквилии е политик на Римската република през 3 век по времето на император Марк Аврелий Проб (упр. 276 – септември/октомври 282).
Той е проконсул на Азия и градски префект (Praefectus urbi) на Рим през 281/282? г. Той вероятно е идентичен с Патерн, консул 267 г.